# ادوین سوترمیستر
ادوین سوترمیستر (انگلیسی: Edwin Sutermeister؛ زاده ۱۸۷۶) یک دانشمند اهل ایالات متحده آمریکا است.